# حصب حربي (المضاربة والعارة)

تعديل مصدري - تعديل

حصـب حربي هي إحدى قرى عزلة المضاربة بمديرية المضاربة والعارة التابعة لمحافظة لحج، بلغ تعداد سكانها 80 نسمة حسب تعداد اليمن لعام 2004.